# Morterone
Morterone (lombardul: Murterun) település Olaszországban, Lombardia régióban, Lecco megyében. Lakosainak száma 32 fő (2023. január 1.). Morterone Ballabio, Brumano, Lecco, Cremeno, Cassina Valsassina, Vedeseta és Moggio községekkel határos.

## Népesség
A település lakossága az elmúlt években az alábbi módon változott:
| Lakosok száma | 34   | 35   | 32   |
|               | 2017 | 2018 | 2023 |